# مدلین مارتین (بازیگر سوئدی)
مدلین مارتین (انگلیسی: Madeleine Martin؛ زادهٔ ۲۰ اوت ۱۹۹۱) هنرپیشه اهل سوئد است.